# Церква Успіння Богородиці (Тухолька)
Церква Успіння Богородиці — дерев'яна церква у с. Тухолька Стрийського району Львівської області. Належить до бойківського типу дерев'яних церков. Має статус пам'ятки архітектури національного значення, охоронний № 521.

## Історія
Згідно з мапою 1783 року в селі існувала церква біля дороги, приблизно за кілька сотень метрів на південь від сучасної церкви, яка зведена у 1845 або 1858 році. За деякими даними збудував церкву майстер із сусіднього с. Плав'я. У 1898 році до вівтарної частини добудували ризницю, а до бабинця — присінок, у 1928 році розібрали емпору. До 1939 року донаторами церкви були барони Ґрьодлі з міста Сколе.
За радянських часів, 8 вересня 1961 року церкву закрили, а відкрили для богослужінь лише 29 травня 1988 року, про що свідчить пам'ятний хрест перед церквою. Богослужіння спершу проводили священики сусідніх сіл, а 29 листопада 1988 року парафія церкви отримала пароха — Олексія Юрійовича.
У 1969 році під керівництвом архітекторів Л. М. Дмитровича та І. Р. Могитича в церкві були проведені реставраційні роботи.

## Опис
Дерев'яна, зі смерекових брусів Успенська церква стоїть на узгір'ї, між річками Копанина та Ростока, північніше дороги, що веде на Закарпаття. Через особливості ландшафту церква значно відхиляється від традиційного орієнтування вздовж осі схід—захід. Є класичним взірцем бойківського храму: тризрубна, триверха, всі зруби квадратні у плані, до центрального примикають менші за площею бабинець (південно-західний зруб) і вівтарна частина (північно-східний зруб). До вівтаря з півночі прибудована ризниця. Верхи різні, середній складається з одного четверика з заломом, на якому стоїть три восьмерики з заломами, верхи над бічними зрубами мають вигляд «восьмерик на восьмерику» із двома заломами, завершені наметовими банями з розвиненими перехватами в основах. Рівномірний крок заломів підкреслює горизонтальну ритміку членування. Бані увінчуються маківками на високих глухих ліхтарях. Під час однієї з реконструкцій, не пізніше 1990 року класичну бойківську наметову баню центрального верху замінили на грушоподібну, характерну для українського бароко, ймовірно, тоді ж первісне ґонтове покриття замінили на бляшане. Ризниця вкрита двосхилим дахом із маківкою на конику.
Родзинкою храму є ажурна аркада-галерея, влаштована на другому поверсі бабинця. Церква по периметру оперезана широким піддашшям, що тримається на фігурних випустах вінців.
В інтер'єрі церкви внутрішній простір розкритий у висоту повністю, до кінця верхів. Первісно в бабинці існувала емпора, розібрана у 1928 році і перероблена на П-подібні хори. Ще одним цікавим з архітектурної точки зору елементом є проріз між бабинцем і навою. Первісно в бойківських церквах між навою і бабинцем був одвірок, пізніше його стали замінювати на певної форми проріз у стіні. В Успенській церкві в Тухольці бабинець і нава поєднані перехідним варіантом: прорізом у вигляді широкого подковоподібного отвору у верхній частині та одвірку в нижній.
На південний захід від церкви, на тій самій осі стоїть дерев'яна дзвіниця, зведена у 1862 році, судячи з різьбленого напису на правому одвірку, майстрами Кожучуком і Федором Ровимюком. У плані квадратна, двоярусна, класичного типу «четверик на четверику», завершується восьмигранним наметовим верхом. Нижній ярус — зрубної конструкції, з ялицевих брусів, верхній ярус — каркасної конструкції, має вигляд галереї-аркади, знизу якої дзвіницю оперізує дашок.

## Парохи церкви
- Олексій Юрійович (29 листопада 1988 року — ?)[9]

## Галерея

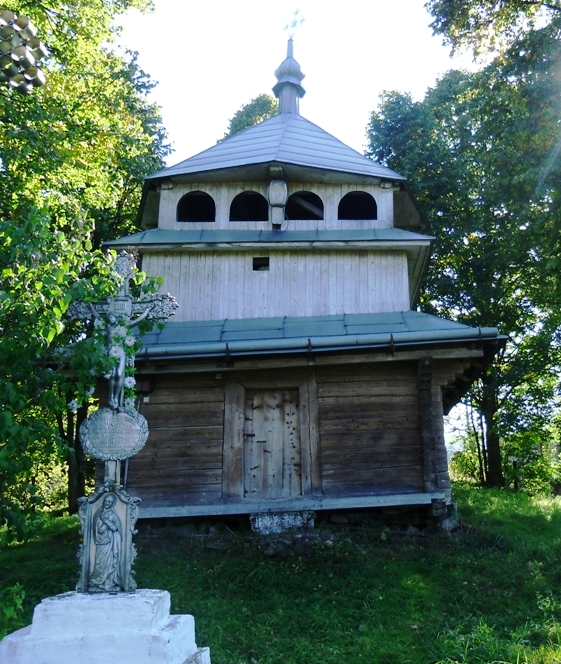
Дзвіниця